# Acritus fuligineus
Acritus fuligineus är en skalbaggsart som beskrevs av Lewis 1888. Acritus fuligineus ingår i släktet Acritus och familjen stumpbaggar. Inga underarter finns listade i Catalogue of Life.